# Star Wars: Episódio IV – Uma Nova Esperança
Star Wars (Portugal: A Guerra das Estrelas; Brasil: Guerra nas Estrelas), mais tarde relançado como Star Wars: Episode IV – A New Hope (Portugal: Star Wars: Episódio IV – A Guerra das Estrelas) e como (Brasil/Portugal: Star Wars: Episódio IV – Uma Nova Esperança) é um filme épico/space opera norte-americano, o primeiro da saga homônima a ser lançado, e o quarto na ordem cronológica da trama, escrito e dirigido por George Lucas. Estreado em 25 de maio de 1977, conta a história do jovem fazendeiro Luke Skywalker (Mark Hamill), que envolve-se numa guerra civil entre o tirano Império Galáctico e a Aliança Rebelde, ao lado do contrabandista Han Solo (Harrison Ford). Ele adquire dois robôs, dos quais um deles contém na memória um projeto secreto do Império, roubado pelos rebeldes e inserido no robô por sua líder, Princesa Leia (Carrie Fisher), que com isso se espera destruir o regime ditatorial e salvar a galáxia.
Foi a maior bilheteria de todos os tempos na época, arrecadando mais de US$ 775 milhões. A produção, que atualmente é a 97.o maior bilheteria da história, quando ajustada pela inflação é a segunda maior bilheteria na América do Norte e a terceira maior bilheteria no mundo. Entre os muitos prêmios que o filme recebeu, teve onze nomeações ao Óscar, vencendo sete; as indicações incluíram Melhor Filme, Melhor Diretor, Melhor Ator Coadjuvante para Alec Guinness e Melhor Roteiro Original. Star Wars é classificado como um dos melhores filmes de ficção científica já feito, e é considerado pelos críticos como o marco de início da "Era dos Blockbusters" (em que o cinema hollywoodiano passaria a cada vez mais a se voltar aos efeitos visuais, às grandes campanhas de marketing, ao merchandising, entre outras características), historiadores de cinema costumam afirmar que existe cinema "antes de Star Wars e depois de Star Wars".
O filme foi preservado no National Film Registry pela Biblioteca do Congresso no primeiro ano que era elegível por ser "culturalmente, esteticamente e historicamente significante". É considerado pelo American Film Institute (Instituto de Cinema Americano) um dos 100 melhores filmes do cinema americano.
O subtítulo Episódio IV: Uma Nova Esperança não constava originalmente; George Lucas nem acreditava que continuaria a história. O subtítulo foi acrescentado em 1981, depois do lançamento do episódio seguinte, O Império Contra-Ataca. George Lucas tem relançado o filme com mudanças significativas, na edição especial de 1997, no lançamento em DVD de 2004 e no lançamento em Blu-Ray de 2011. Essas versões contêm cenas modificadas, diálogo alterado, sequências reeditadas, trilhas sonoras remixadas e cenas acrescentadas, gerando controvérsia pela deturpação da obra original. É considerada a obra cinematográfica mais importante dos anos 70.

## Enredo
19 anos após os eventos de Star Wars - Episódio III: A Vingança dos Sith, o alto oficial do Império Galáctico e Lorde Sith, Darth Vader, sequestra a Senadora e Princesa Leia Organa sob duas acusações: fazer parte da resistência ao Império, a Aliança Rebelde, e interceptar os planos do projeto da arma secreta imperial, a Estrela da Morte. A nave de Leia é tomada em uma batalha, mas a princesa consegue roubar o projeto e colocá-lo na memória do dróide astromecânico R2-D2, que ao lado de seu parceiro, o dróide de protocolo C-3PO, escapa da batalha em um módulo de fuga, e caindo no planeta desértico Tatooine.
Em Tatooine, os dois droides se separam e caminham pelos desertos áridos do planeta. Ambos são aprisionados pelos Jawas, pequenos seres encapuzados que vivem em Tatooine capturando robôs perdidos ou quebrados e vendendo-os em povoados e fazendas. Estes os vendem a Owen Lars e seu sobrinho, Luke Skywalker. Ao limpar R2, Luke descobre uma mensagem de Leia. É um pedido de ajuda destinado a um certo "Obi-Wan Kenobi", e Luke se lembra de Ben Kenobi, um ermitão que vive nas montanhas próximas. Luke é um jovem que sempre quis sair de Tatooine e conhecer a galáxia, mas seu tio Owen sempre o impediu de ir, pois temia que se tornasse como seu falecido pai. R2 foge durante a noite em busca de Obi-Wan Kenobi e, ao sair em sua procura, Luke e C-3PO são atacados pelo Povo da Areia. Obi-Wan, revelando que ele e Ben Kenobi são a mesma pessoa, aparece e salva Luke e os robôs, levando-os a sua casa.
Obi-Wan diz a Luke que ele foi um dos lendários Cavaleiros Jedi no passado, assim como seu pai, que era um grande piloto e seu melhor amigo. No entanto, Vader, que era aprendiz de Kenobi, traiu e ajudou o Império a destruir os Jedi, também assassinando o pai de Luke. Obi-Wan assiste à mensagem de Leia e decide ajudá-la, mas Luke se recusa a viajar até Alderaan. Ao retornar para casa, descobre que seus tios Owen e Beru foram mortos por soldados do Império, não lhe restando alternativa a não ser ajudar Obi-Wan. Este, Luke e os droides vão para o espaçoporto de Mos Eisley, em busca de um piloto que os leve até Alderaan. Lá encontram Han Solo e seu co-piloto Chewbacca, que aceitam o serviço. As tropas imperiais tentam impedir a fuga, mas a Millennium Falcon, nave de Solo, consegue escapar por ser extremamente veloz.
Durante a viagem até Alderaan, Kenobi começa a ensinar Luke sobre os ensinamentos Jedi. A princesa Leia é torturada na Estrela da Morte para confessar o local da base rebelde, mas, diante de sua resistência, Vader e o alto oficial do império Grand Moff Tarkin decidem explodir o planeta Alderaan, demonstrando o poder de fogo da Estrela da Morte. Ao chegar até o campo de asteróides que sobrou do planeta, a nave de Solo é atraída para a Estrela da Morte. Os tripulantes se escondem no compartimento de carga, usado por Solo e Chewbacca para transporte de mercadorias contrabandeadas.
Dentro da estação bélica, eles conseguem se disfarçar de Stormtroopers (soldados do império) e localizam a princesa, enquanto Kenobi desativa o raio trator que impede a decolagem da nave. Enquanto Solo, Luke, Chewbacca e os droides libertam a princesa e fogem para a nave, Obi-Wan enfrenta Darth Vader, seu antigo aprendiz, em um duelo de sabres de luz. Kenobi é morto por Vader e a Millennium Falcon escapa. Entretanto, o Império rastreia a nave para descobrir o local da base da Aliança Rebelde, que está escondida na lua Yavin 4.
Sabendo que a fuga foi facilitada, os rebeldes preparam um ataque à Estrela da Morte com base nos planos escondidos em R2. Naves rebeldes lideram um ataque a Estrela da Morte, onde Luke, com ajuda de outros pilotos rebeldes, enfrenta os pilotos do império. Solo, que havia desistido de participar do ataque, volta na última hora para proteger Luke do ataque da nave de Vader. Luke consegue lançar um torpedo fotônico dentro do exaustor externo que leva ao reator principal da estação, e a Estrela da Morte explode, porém Vader escapa. Em Yavin 4, Luke, Solo e Chewbacca são condecorados pela princesa Leia.

## Enquadramento no universoStar Wars
| Filmes e séries | Filmes e séries                     | Calendário ficcional (em anos) | Calendário ficcional (em anos) | Calendário ficcional (em anos) | Calendário ficcional (em anos) | Calendário ficcional (em anos) | Calendário ficcional (em anos) | Calendário ficcional (em anos) | Calendário ficcional (em anos) | Calendário ficcional (em anos) | Calendário ficcional (em anos) | Calendário ficcional (em anos) | Calendário ficcional (em anos) | Calendário ficcional (em anos) | Calendário ficcional (em anos) | Calendário ficcional (em anos) | Calendário ficcional (em anos) | Calendário ficcional (em anos) | Calendário ficcional (em anos) | Calendário ficcional (em anos) | Calendário ficcional (em anos) | Calendário ficcional (em anos) | Calendário ficcional (em anos) | Calendário ficcional (em anos) | Calendário ficcional (em anos) | Calendário ficcional (em anos) | Calendário ficcional (em anos) | Calendário ficcional (em anos) | Calendário ficcional (em anos) | Calendário ficcional (em anos) | Calendário ficcional (em anos) | Calendário ficcional (em anos) | Calendário ficcional (em anos) | Calendário ficcional (em anos) | Calendário ficcional (em anos) | Calendário ficcional (em anos) | Calendário ficcional (em anos) | Calendário ficcional (em anos) | Calendário ficcional (em anos) | Calendário ficcional (em anos) | Calendário ficcional (em anos) | Calendário ficcional (em anos) | Calendário ficcional (em anos) | Calendário ficcional (em anos) | Calendário ficcional (em anos) | Calendário ficcional (em anos) | Calendário ficcional (em anos) | Calendário ficcional (em anos) | Calendário ficcional (em anos) | Calendário ficcional (em anos) | Calendário ficcional (em anos) |
| Filmes e séries | Filmes e séries                     | Antes da Batalha de Yavin      | Antes da Batalha de Yavin      | Antes da Batalha de Yavin      | Antes da Batalha de Yavin      | Antes da Batalha de Yavin      | Antes da Batalha de Yavin      | Antes da Batalha de Yavin      | Antes da Batalha de Yavin      | Antes da Batalha de Yavin      | Antes da Batalha de Yavin      | Antes da Batalha de Yavin      | Antes da Batalha de Yavin      | Antes da Batalha de Yavin      | Antes da Batalha de Yavin      | Antes da Batalha de Yavin      | Antes da Batalha de Yavin      | Antes da Batalha de Yavin      | Antes da Batalha de Yavin      | Antes da Batalha de Yavin      | Antes da Batalha de Yavin      | Antes da Batalha de Yavin      | Antes da Batalha de Yavin      | Antes da Batalha de Yavin      | Antes da Batalha de Yavin      | Antes da Batalha de Yavin      | Antes da Batalha de Yavin      | Antes da Batalha de Yavin      | Antes da Batalha de Yavin      | Antes da Batalha de Yavin      | Antes da Batalha de Yavin      | Depois da Batalha de Yavin     | Depois da Batalha de Yavin     | Depois da Batalha de Yavin     | Depois da Batalha de Yavin     | Depois da Batalha de Yavin     | Depois da Batalha de Yavin     | Depois da Batalha de Yavin     | Depois da Batalha de Yavin     | Depois da Batalha de Yavin     | Depois da Batalha de Yavin     | Depois da Batalha de Yavin     | Depois da Batalha de Yavin     | Depois da Batalha de Yavin     | Depois da Batalha de Yavin     | Depois da Batalha de Yavin     | Depois da Batalha de Yavin     | Depois da Batalha de Yavin     | Depois da Batalha de Yavin     | Depois da Batalha de Yavin     | Depois da Batalha de Yavin     |
| Filmes e séries | Filmes e séries                     | 33                             | 32                             | 31                             | 30–24                          | 23                             | 22                             | 21                             | 20                             | 19                             | 18                             | 17                             | 16                             | 15                             | 14                             | 13                             | 12                             | 11                             | 10                             | 9                              | 8                              | 7                              | 6                              | 5                              | 4                              | 3                              | 2                              | 1                              | 0                              | 0                              | 0                              | 0                              | 1                              | 2                              | 3                              | 4                              | 5                              | 6                              | 7                              | 8                              | 9                              | 10                             | 11                             | 12–31                          | 32                             | 33                             | 34                             | 34                             | 35                             | 36-49                          | 50                             |
| --- | ----------------------------------- | ------------------------------ | ------------------------------ | ------------------------------ | ------------------------------ | ------------------------------ | ------------------------------ | ------------------------------ | ------------------------------ | ------------------------------ | ------------------------------ | ------------------------------ | ------------------------------ | ------------------------------ | ------------------------------ | ------------------------------ | ------------------------------ | ------------------------------ | ------------------------------ | ------------------------------ | ------------------------------ | ------------------------------ | ------------------------------ | ------------------------------ | ------------------------------ | ------------------------------ | ------------------------------ | ------------------------------ | ------------------------------ | ------------------------------ | ------------------------------ | ------------------------------ | ------------------------------ | ------------------------------ | ------------------------------ | ------------------------------ | ------------------------------ | ------------------------------ | ------------------------------ | ------------------------------ | ------------------------------ | ------------------------------ | ------------------------------ | ------------------------------ | ------------------------------ | ------------------------------ | ------------------------------ | ------------------------------ | ------------------------------ | ------------------------------ | ------------------------------ |
| A Ameaça Fantasma Ataque dos Clones A Vingança dos Sith |                                     |                                | I                              |                                |                                |                                | II                             |                                |                                | III                            |                                |                                |                                |                                |                                |                                |                                |                                |                                |                                |                                |                                |                                |                                |                                |                                |                                |                                |                                |                                |                                |                                |                                |                                |                                |                                |                                |                                |                                |                                |                                |                                |                                |                                |                                |                                |                                |                                |                                |                                |                                |
| Uma Nova Esperança O Império Contra-Ataca O Regresso de Jedi |                                     |                                |                                |                                | IV                             | IV                             | V                              | VI                             |                                |                                |                                |                                |                                |                                |                                |                                |                                |                                |                                |                                |                                |                                |                                |                                |                                |                                |                                |                                |                                |                                |                                |                                |                                |                                |                                |                                |                                |                                |                                |                                |                                |                                |                                |                                |                                |                                |                                |                                |                                |                                |                                |
| O Despertar da Força Os Últimos Jedi A Ascensão de Skywalker |                                     |                                |                                |                                |                                | VII                            | VIII                           | IX                             |                                |                                |                                |                                |                                |                                |                                |                                |                                |                                |                                |                                |                                |                                |                                |                                |                                |                                |                                |                                |                                |                                |                                |                                |                                |                                |                                |                                |                                |                                |                                |                                |                                |                                |                                |                                |                                |                                |                                |                                |                                |                                |                                |
| Rogue One Solo |                                     | a                              | R1                             |                                |                                |                                |                                |                                |                                |                                |                                |                                |                                |                                |                                |                                |                                |                                |                                |                                |                                |                                |                                |                                |                                |                                |                                |                                |                                |                                |                                |                                |                                |                                |                                |                                |                                |                                |                                |                                |                                |                                |                                |                                |                                |                                |                                |                                |                                |                                |                                |
| Rogue One Solo | a                                   | S                              |                                |                                |                                |                                |                                |                                |                                |                                |                                |                                |                                |                                |                                |                                |                                |                                |                                |                                |                                |                                |                                |                                |                                |                                |                                |                                |                                |                                |                                |                                |                                |                                |                                |                                |                                |                                |                                |                                |                                |                                |                                |                                |                                |                                |                                |                                |                                |                                |                                |
| The Clone Wars (+ Filme) The Bad Batch Obi-Wan Kenobi Rebels Andor Resistance The Mandalorian O Livro de Boba Fett Ahsoka |                                     | Clone Wars                     | Clone Wars                     | Clone Wars                     | Clone Wars                     |                                |                                |                                |                                |                                |                                |                                |                                |                                |                                |                                |                                |                                |                                |                                |                                |                                |                                |                                |                                |                                |                                |                                |                                |                                |                                |                                |                                |                                |                                |                                |                                |                                |                                |                                |                                |                                |                                |                                |                                |                                |                                |                                |                                |                                |                                |
| The Clone Wars (+ Filme) The Bad Batch Obi-Wan Kenobi Rebels Andor Resistance The Mandalorian O Livro de Boba Fett Ahsoka |                                     |                                | BB                             |                                |                                |                                |                                |                                |                                |                                |                                |                                |                                |                                |                                |                                |                                |                                |                                |                                |                                |                                |                                |                                |                                |                                |                                |                                |                                |                                |                                |                                |                                |                                |                                |                                |                                |                                |                                |                                |                                |                                |                                |                                |                                |                                |                                |                                |                                |                                |                                |
| The Clone Wars (+ Filme) The Bad Batch Obi-Wan Kenobi Rebels Andor Resistance The Mandalorian O Livro de Boba Fett Ahsoka |                                     | K                              |                                |                                |                                |                                |                                |                                |                                |                                |                                |                                |                                |                                |                                |                                |                                |                                |                                |                                |                                |                                |                                |                                |                                |                                |                                |                                |                                |                                |                                |                                |                                |                                |                                |                                |                                |                                |                                |                                |                                |                                |                                |                                |                                |                                |                                |                                |                                |                                |                                |
| The Clone Wars (+ Filme) The Bad Batch Obi-Wan Kenobi Rebels Andor Resistance The Mandalorian O Livro de Boba Fett Ahsoka |                                     | Rebels                         | Rebels                         | Rebels                         | Rebels                         | Rebels                         | Rebels                         | b                              |                                |                                |                                |                                |                                |                                |                                |                                |                                |                                |                                |                                |                                |                                |                                |                                |                                |                                |                                |                                |                                |                                |                                |                                |                                |                                |                                |                                |                                |                                |                                |                                |                                |                                |                                |                                |                                |                                |                                |                                |                                |                                |                                |
| The Clone Wars (+ Filme) The Bad Batch Obi-Wan Kenobi Rebels Andor Resistance The Mandalorian O Livro de Boba Fett Ahsoka | Andor                               |                                |                                |                                |                                |                                |                                |                                |                                |                                |                                |                                |                                |                                |                                |                                |                                |                                |                                |                                |                                |                                |                                |                                |                                |                                |                                |                                |                                |                                |                                |                                |                                |                                |                                |                                |                                |                                |                                |                                |                                |                                |                                |                                |                                |                                |                                |                                |                                |                                |                                |
| The Clone Wars (+ Filme) The Bad Batch Obi-Wan Kenobi Rebels Andor Resistance The Mandalorian O Livro de Boba Fett Ahsoka |                                     |                                |                                |                                |                                | Resistance                     |                                |                                |                                |                                |                                |                                |                                |                                |                                |                                |                                |                                |                                |                                |                                |                                |                                |                                |                                |                                |                                |                                |                                |                                |                                |                                |                                |                                |                                |                                |                                |                                |                                |                                |                                |                                |                                |                                |                                |                                |                                |                                |                                |                                |                                |
| The Clone Wars (+ Filme) The Bad Batch Obi-Wan Kenobi Rebels Andor Resistance The Mandalorian O Livro de Boba Fett Ahsoka | M                                   |                                |                                |                                |                                |                                |                                |                                |                                |                                |                                |                                |                                |                                |                                |                                |                                |                                |                                |                                |                                |                                |                                |                                |                                |                                |                                |                                |                                |                                |                                |                                |                                |                                |                                |                                |                                |                                |                                |                                |                                |                                |                                |                                |                                |                                |                                |                                |                                |                                |                                |
| The Clone Wars (+ Filme) The Bad Batch Obi-Wan Kenobi Rebels Andor Resistance The Mandalorian O Livro de Boba Fett Ahsoka | BF                                  |                                |                                |                                |                                |                                |                                |                                |                                |                                |                                |                                |                                |                                |                                |                                |                                |                                |                                |                                |                                |                                |                                |                                |                                |                                |                                |                                |                                |                                |                                |                                |                                |                                |                                |                                |                                |                                |                                |                                |                                |                                |                                |                                |                                |                                |                                |                                |                                |                                |                                |
| The Clone Wars (+ Filme) The Bad Batch Obi-Wan Kenobi Rebels Andor Resistance The Mandalorian O Livro de Boba Fett Ahsoka | A                                   |                                |                                |                                |                                |                                |                                |                                |                                |                                |                                |                                |                                |                                |                                |                                |                                |                                |                                |                                |                                |                                |                                |                                |                                |                                |                                |                                |                                |                                |                                |                                |                                |                                |                                |                                |                                |                                |                                |                                |                                |                                |                                |                                |                                |                                |                                |                                |                                |                                |                                |
| Era | Era                                 | Queda dos Jedi                 | Queda dos Jedi                 | Queda dos Jedi                 | Queda dos Jedi                 | Queda dos Jedi                 | Queda dos Jedi                 | Queda dos Jedi                 | Queda dos Jedi                 | Queda dos Jedi                 | Ascensão do Império            | Ascensão do Império            | Ascensão do Império            | Ascensão do Império            | Ascensão do Império            | Ascensão do Império            | Ascensão do Império            | Ascensão do Império            | Ascensão do Império            | Ascensão do Império            | Ascensão do Império            | Ascensão do Império            | Ascensão do Império            | Era da Rebelião                | Era da Rebelião                | Era da Rebelião                | Era da Rebelião                | Era da Rebelião                | Era da Rebelião                | Era da Rebelião                | Era da Rebelião                | Era da Rebelião                | Era da Rebelião                | Era da Rebelião                | Era da Rebelião                | Era da Rebelião                | Era da Rebelião                | A Nova República               | A Nova República               | A Nova República               | A Nova República               | A Nova República               | A Nova República               | A Nova República               | A Nova República               | Ascensão da Primeira Ordem     | Ascensão da Primeira Ordem     | Ascensão da Primeira Ordem     | Ascensão da Primeira Ordem     |                                | A Nova Ordem Jedi              |
| \| \| Prequela (Episódios I–III) \| \| \| Trilogia Original (Episódios IV–VI) \| \| \| Sequela (Episódios VII–IX) \| \| \| Filmes A Star Wars Story \| \| \| Séries \| a: Prólogo b: Epílogo Os episódios da web série Star Wars: Força do Destino passam-se em alturas diferentes, o que dificulta a sua inserção no cronograma. Também estão excluídos minisséries, contos, bandas desenhadas e livros do cânone oficial do Star-Wars, bem como o parque temático Star Wars: Galaxy’s Edge (entre VIII e IX). A cronologia usa o calendário ficcional do universo Star-Wars em anos antes e depois da Batalha de Yavin. A Batalha de Yavin IV representa o final do Episódio IV, em que Luke Skywalker e os rebeldes destroem a primeira Estrela da Morte. |                                     |                                |                                |                                |                                |                                |                                |                                |                                |                                |                                |                                |                                |                                |                                |                                |                                |                                |                                |                                |                                |                                |                                |                                |                                |                                |                                |                                |                                |                                |                                |                                |                                |                                |                                |                                |                                |                                |                                |                                |                                |                                |                                |                                |                                |                                |                                |                                |                                |                                |                                |
| | Prequela (Episódios I–III)          |                                |                                |                                |                                |                                |                                |                                |                                |                                |                                |                                |                                |                                |                                |                                |                                |                                |                                |                                |                                |                                |                                |                                |                                |                                |                                |                                |                                |                                |                                |                                |                                |                                |                                |                                |                                |                                |                                |                                |                                |                                |                                |                                |                                |                                |                                |                                |                                |                                |                                |
| | Trilogia Original (Episódios IV–VI) |                                |                                |                                |                                |                                |                                |                                |                                |                                |                                |                                |                                |                                |                                |                                |                                |                                |                                |                                |                                |                                |                                |                                |                                |                                |                                |                                |                                |                                |                                |                                |                                |                                |                                |                                |                                |                                |                                |                                |                                |                                |                                |                                |                                |                                |                                |                                |                                |                                |                                |
| | Sequela (Episódios VII–IX)          |                                |                                |                                |                                |                                |                                |                                |                                |                                |                                |                                |                                |                                |                                |                                |                                |                                |                                |                                |                                |                                |                                |                                |                                |                                |                                |                                |                                |                                |                                |                                |                                |                                |                                |                                |                                |                                |                                |                                |                                |                                |                                |                                |                                |                                |                                |                                |                                |                                |                                |
| | Filmes A Star Wars Story            |                                |                                |                                |                                |                                |                                |                                |                                |                                |                                |                                |                                |                                |                                |                                |                                |                                |                                |                                |                                |                                |                                |                                |                                |                                |                                |                                |                                |                                |                                |                                |                                |                                |                                |                                |                                |                                |                                |                                |                                |                                |                                |                                |                                |                                |                                |                                |                                |                                |                                |
| | Séries                              |                                |                                |                                |                                |                                |                                |                                |                                |                                |                                |                                |                                |                                |                                |                                |                                |                                |                                |                                |                                |                                |                                |                                |                                |                                |                                |                                |                                |                                |                                |                                |                                |                                |                                |                                |                                |                                |                                |                                |                                |                                |                                |                                |                                |                                |                                |                                |                                |                                |                                |

## Elenco
- Mark Hamill como Luke Skywalker: um jovem criado por seus tios em Tatooine, que sonha em melhorar de vida e se tornar um Jedi.

Lucas preferiu escalar atores jovens sem experiência. Para fazer o papel de Luke (então chamado de Luke Starkiller), Lucas procurou atores que poderiam projetar inteligência e integridade. Ao fazer o teste para o personagem, Hamill achou o diálogo extremamente estranho, por conta dos conceitos incorporados ao universo. Ele escolheu, então, simplesmente realizar a leitura com sinceridade e acabou sendo escolhido em vez de William Katt, que foi, depois, escalado em Carrie, de Brian de Palma (Lucas compartilhou uma sessão de elencagem com De Palma, seu amigo de longa data).
- Carrie Fisher como Princesa Leia: um membro do Senado Imperial e líder da Aliança Rebelde.

Muitas jovens atrizes em Hollywodd realizaram testes para o papel da Princesa Leia, incluindo Amy Irving, Terri Nunn, Cindy Williams, Karen Allen, e Jodie Foster. Foster, por sua vez, recusou o papel, pois já estava sob contrato com a Disney e trabalhando em dois filmes na época. Carrie Fisher foi escolhida, sob a condição de que perdesse 8 quilos para o papel.
- Harrison Ford como Han Solo: um cínico mercenário contratado por Obi-Wan e Luke para levá-los a Alderaan em sua nave, a Millennium Falcon.

Lucas inicialmente rejeitou Ford para o papel, pois ele "queria rostos novos" e Ford já havia trabalhado previamente com o diretor em American Graffiti. Ao invés disso, Lucas pediu que o ator o ajudasse nos testes de elenco, lendo trechos de diálogos com outros atores e explicando os conceitos e a história por trás das cenas que estavam lendo. Eventualmente, Lucas foi conquistado pela interpretação de Ford e escalou-o no lugar de Kurt Russell, Nick Nolte, Sylvester Stallone, Bill Murray, Christopher Walken, Burt Reynolds, Jack Nicholson, Al Pacino, Steve Martin, Chevy Chase, Billy Dee Williams (que depois interpretou Lando Calrissian) e Perry King (que, mais tarde, interpretou Han Solo nas adaptações para o rádio).
- Peter Cushing como Grand Moff Tarkin: Governador das regiões imperiais distantes e comandante da Estrela da Morte.

Originalmente, Lucas tinha Cushing em mente para o papel de Obi-Wan Kenobi, mas o diretor acreditou que "a aparência magra" do ator seria melhor utilizada no papel de Grand Moff Tarkin. Lucas elogiou a performance de Cushing, dizendo "[Ele] é um ator muito bom. Adorado e idolatrado pelos jovens e por pessoas que vão ver um certo tipo de filme. Sinto que ele será lembrado com carinho pelos próximos 350 anos pelo menos." Cushing, comentando seu papel, brincou: "Diversas vezes, me perguntei o que era um 'Grande Moff'. O nome soa como algo que voou de dentro de um armário de cozinha."
- Alec Guinness como Obi-Wan Kenobi: um velho Mestre Jedi e antigo mentor de Darth Vader, que introduz Luke à Força.

A decisão de Lucas de escalar "desconhecidos" não foi vista positivamente por seu amigo Francis Ford Coppola ou pelo estúdio. Lucas precisava de um ator consagrado para interpretar o importante personagem Obi-Wan Kenobi. O produtor Gary Kurtz disse "O papel de Alec Guinness necessitava de uma certa estabilidade e gravidade enquanto personagem... o que significava que precisávamos de um character actor muito, muito, forte para interpretar aquele papel." antes que Guinness fosse escalado, o ator japonês Toshiro Mifune (que estrelou no filme Kakushi toride no san akunin (1958), de Akira Kurosawa) havia sido considerado para papel. De acordo com a filha de Mifune, Mika Kitagawa, seu pai recusou as ofertas de Lucas para os papéis de Kenobi e Darth Vader por que "ele estava preocupado com o visual do filme e que iria desvalorizar a imagem do samurai... Na época, filmes de ficção científica ainda tinham um aspecto barato, pois os efeitos não estavam avançados, e ele tinha muito orgulho de samurai." Guinness era um dos poucos membros do elenco que acreditava que o filme seria bem sucedido; ele negociou um acordo para ficar com 2% de um quinto da arrecadação dos direitos autorais pagos a George Lucas, o que o tornou bastante rico mais tarde em sua vida. Ele concordou em aceitar o papel de Kenobi com a condição de que ele não teria de fazer nenhuma publicidade para promover o filme. Lucas deu a ele o crédito por inspirar o elenco e a equipe a se esforçar mais, dizendo que Guinness contribuiu significativamente para a conclusão da filmagem. Harrison Ford disse "Foi fascinante, para mim, observar Alec Guinness. Ele estava sempre preparado, sempre profissional, sempre muito gentil com os outros atores. Ele tinha uma visão muito clara sobre como servir à história."

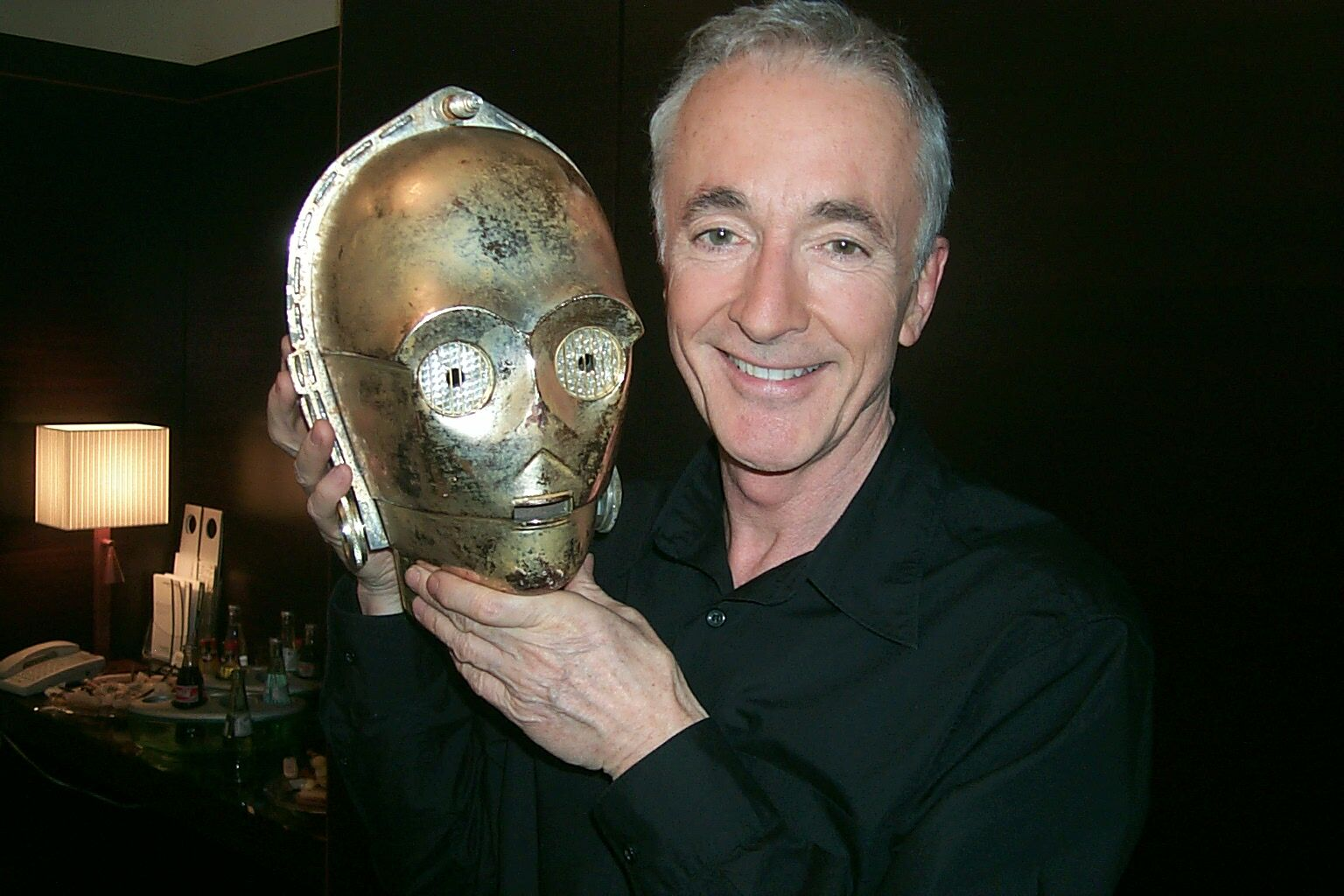
Anthony Daniels (na foto, em 2005) foi convencido a aceitar o papel do dróide C-3PO depois de ver um desenho do rosto do personagem.

- Anthony Daniels como C-3PO: um dróide de protocolo fluente em mais de seis milhões de línguas.

Daniels fez o teste e foi escalado como C-3PO. Ele disse que queria o papel depois de ver um desenho de Ralph McQuarrie do personagem e ficou tocado com a vulnerabiliade na face do robô. Inicialmente, Lucas não queria tinha a intenção de utilizar a voz de Daniels para C-3PO: trinta dubladores consagrados fizeram o teste para voz do dróide. De acordo com Daniels, um dos grandes dubladores, que algumas fontes acreditam ser Stan Freberg, recomendou a voz de Daniels para o papel.
- Kenny Baker como R2-D2: um dróide astromecânico que carrega os planos da Estrela da Morte e uma mensagem secreta para Obi-Wan da Princesa Leia.

Enquanto Lucas filmava em Londres, onde estavam acontecendo testes para elenco adicional, Baker, que estava participando de uma comédia musical com seu parceiro Jack Purvis, soube que a equipe de filmagem estava procurando por uma pessoa com nanismo para ficar dentro de um traje de robô e manobrá-lo. Baker, que tinha 1,12 m de altura, foi escalado imediatamente depois de se encontrar com George Lucas. Ele disse "Ele me viu entrar e disse 'Ele vai servir', porque eu era o menor cara que eles tinham visto até o momento." Inicialmente, Baker chegar a recusar o papel três vezes, pois estava em dúvida sobre aparecer num filme onde seu rosto não seria mostrado e, além disso, esperava continuar o sucesso de seu espetáculo de comédia, o qual, recentemente, tinha começado a ser televisionado. Os famosos bipes e guinchos de R2-D2 foram feitos pelo sonoplasta Ben Burtt e por Lucas imitando "sons de bebê", gravando estas vozes através de um intercom e criando a mixagem final usando um sintetizador.
- Peter Mayhew como Chewbacca: um Wookiee de duzentos anos, ajudante de Han Solo e imediato da Millennium Falcon.

Mayhew soube de uma seleção de elenco para Star Wars, que estava sendo filmado em Londres, e decidiu fazer o testo. O ator de 2,20 m foi imediatamente escolhido para interpretar Chewbacca depois que ele se levantou para cumprimentar George Lucas. Ele disse "Sentei-me em um dos sofás, esperando por George. A porta se abriu e George entrou seguido de Gary. Então, naturalmente, o que eu fiz? Fui criado na Inglaterra. Assim que alguém entra pela porta, me levanto. George disse 'Hmmm [olhou para cima].' Se virou para Gary e disse 'Acho que o encontramos." Em verdade, Mayhew era adequado para qualquer um de dois papéis: Chewbacca ou Darth Vader. Ele escolheu o primeiro, pois queria interpretar um herói; o ator britânico David Prowse ficou com o outro papel. Mayhew modelou sua performance de Chewbacca nos maneirismos de animais que viu num zoológico público.
- David Prowse como Darth Vader (voz de James Earl Jones): um Lorde Sith, segundo em comando do Império Galático, que quer destruir a Aliança Rebelde.

Originalmente, Lucas tinha a intenção de usar Orson Welles para a voz de Vader (depois de decidir por não usar a voz de Prowse, por conta de seu sotaque do sudoeste da Inglaterra, que levou o resto do elenco a dar-lhe o apelido de "Darth Fazendeiro" (no original, Darth Farmer). Depois de concluir que a voz de Welles seria muito reconhecível, ele escolheu o menos conhecido James Earl Jones.
Outros atores incluem Phil Brown e Shelagh Fraser, respectivamente como Owen e Beru, os tios de Luke; Jack Purvis, parceiro de Kenny Baker, como o Chefe Jawa no filme; Eddie Byrne como Vanden Willard, um general rebelde; Denis Lawson e Garrick Hagon, respectivamente, como os pilotos rebeldes Wedge Antilles e Biggs Darklighter (amigo de infância de Luke); Don Henderson e Leslie Schofield como os generais imperais Cassio Tage e Moradmin Bast respectivamente. Richard LeParmentier interpretou um almirante chamado Conan Antonio Motti, que ousa zombar da crença de Darth Vader na força e de seu fracasso em localizar a base rebelde e os planos roubados da Estrela da Morte, e é quase sufocado por Vader com a força e é salvo pela intervenção de Tarkin. Michael Leader interpretou um papel menor como um Stormtrooper conhecido por acidentalmente esbarrar numa porta.

## Roteiro
Lucas começou a escrever em janeiro de 1973, "oito horas por dia, cinco dias por semana", tomando pequenas notas, inventando nomes estranhos e atribuindo-lhes possíveis caracterizações. Lucas iria descartar muitos deles pelo tempo que o roteiro final foi escrito, mas ele incluía vários nomes e lugares no script final ou as suas sequelas. Ele reviveu outras décadas mais tarde, quando ele escreveu a nova trilogia. Ele usou esses nomes e idéias iniciais para compilar uma sinopse de duas páginas intitulado Journal of the Whills, que contou o conto da formação do aprendiz CJ Thorpe como "Jedi-Bendu" pelo lendário Mace Windu. Afim de criar uma mais compreensível para a Universal, Lucas, em seguida, começou a escrever uma sinopse de 13 páginas chamada The Star Wars em 17 de abril de 1973, que teve paralelos temáticos com o filme A Fortaleza Escondida de Akira Kurosawa (1958).

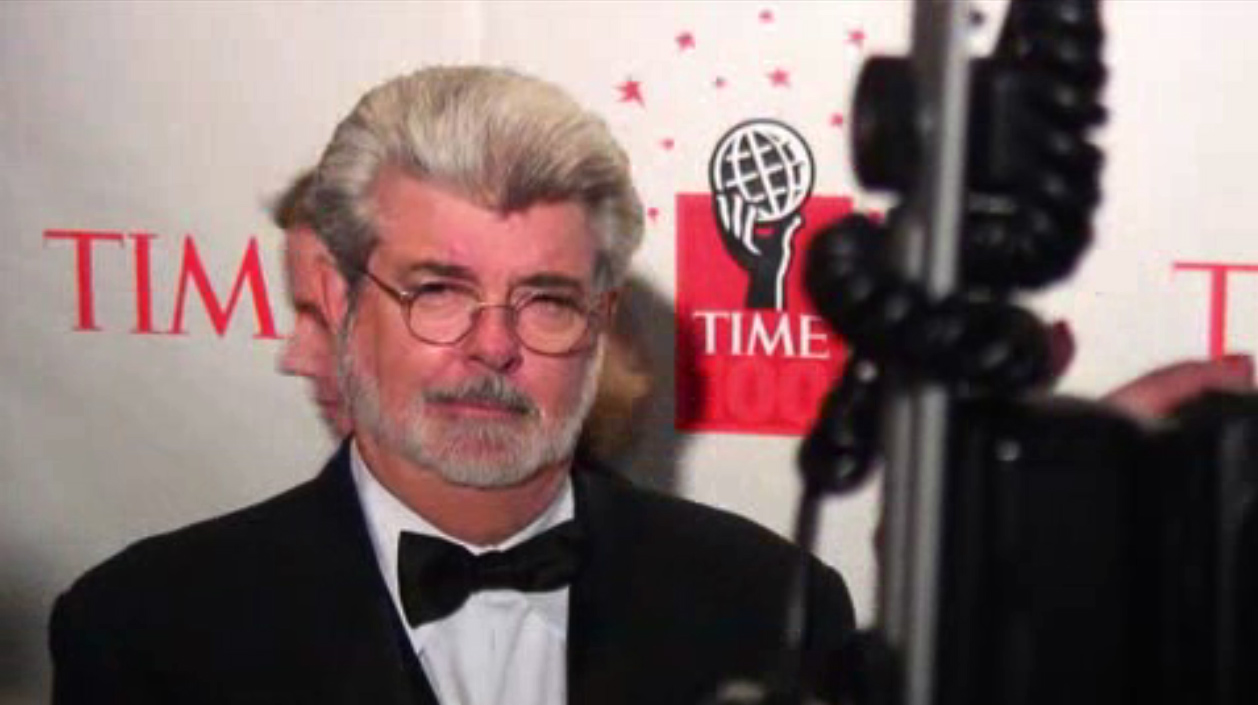
Lucas, no Time 100 em 2006.

Desde o início de seu processo de escrita em janeiro de 1973, Lucas havia refeito a história várias vezes. Ele iria escrever quatro roteiros diferentes para Star Wars. Em maio de 1974, ele havia se expandido o roteiro, adicionando elementos como os siths, a Estrela da Morte, e um general veterano chamado Annikin Starkiller. Ele mudou Starkiller para um adolescente, e ele mudou o general em um papel de apoio como um membro de uma família de anões. Lucas imaginou o contrabandista corealiano Han Solo, como um grande monstro, de pele verde. Ele baseou Chewbacca em seu cão da raça Malamute do Alasca chamado Indiana (quem mais tarde iria usar como nome para seu personagem Indiana Jones), que muitas vezes agia como "co-piloto" do diretor, sentado no banco do passageiro de seu carro.
Lucas começou a pesquisar o gênero ficção científica, assistindo a filmes e lendo livros e histórias em quadrinhos. seu primeiro roteiro incorporou ideias de muitas novas fontes. O script também introduzir o conceito de um Mestre Jedi pai e seu filho, que treina para ser um Jedi por amigo de seu pai; este acabaria por formar a base para o filme e, mais tarde, a trilogia. No entanto, neste roteiro, o pai é um herói que ainda está vivo no início do filme.
Lucas completou um segundo roteiro de Star Wars em janeiro de 1975, tornando simplificações pesadas e introduzindo o jovem herói em uma fazenda como Luke Starkiller. Annikin tornou-se pai de Luke, um sábio cavaleiro Jedi. "A Força" também foi introduzida como um campo de energia mística. Este segundo roteiro ainda tinha algumas diferenças em relação à versão final nos personagens e relacionamentos. Por exemplo, Luke teve vários irmãos, assim como seu pai, que aparece em um papel menor no final do filme. O script tornou-se mais como um conto de fadas em oposição à ação-aventura das versões anteriores. Esta versão terminou com outro rastreamento de texto, visualizar a próxima história na série. Este roteiro também foi a primeira a introduzir o conceito de um Jedi se voltando para o lado escuro: o roteiro incluiu um histórico jedi que se tornou o primeiro a cair sempre para o lado negro, e depois treinou os siths para usá-lo. Impressionado com as suas obras, Lucas contratou o artista conceitual Ralph McQuarrie para criar pinturas de certas cenas em torno deste tempo. Quando Lucas entregou seu roteiro para o estúdio, ele incluiu várias das pinturas de McQuarrie.
Um terceiro roteiro, datado de 01 de agosto de 1975, foi intitulado The Star Wars: From the Adventures of Luke Starkiller. Este terceiro roteiro teve a maioria dos elementos da trama final, com apenas algumas diferenças nos personagens e cenários. O roteiro mostra Luke como uma única criança, com seu pai já morto, substituindo-o por um mestre chamado Ben Kenobi. Este script seria re-escrito para o quarto e último roteiro, datado de 01 de janeiro de 1976, como The Adventures de Luke Starkiller,m colaboração com seus amigos Gloria Katz e Willard Huyck, decidiu aperfeiçoar os detalhes finais na pré-produção.
A 20h Century Fox aprovou um orçamento de US $ 8,25 milhões.; recepção positiva da American Graffiti proporcionou Lucas a alavancagem necessária para renegociar seu contrato com Alan Ladd, Jr. e solicitar os direitos de sequencias do filme. Para Lucas, este negócio garantiu os direitos de Star Wars e a maioria dos lucros de merchandising.
Lucas terminou de escrever seu script no março de 1976, quando a equipe começou as filmagens. Durante a produção, ele mudou o nome de Luke de Starkiller para Skywalker e alterou o título The Star Wars para Star Wars, ele também iria continuar a mudar o script durante as filmagens, incluindo a adição de a morte de Obi-Wan depois de perceber que este não era absolutamente essencial para as sequências finais.

## Produção

### Desenvolvimento

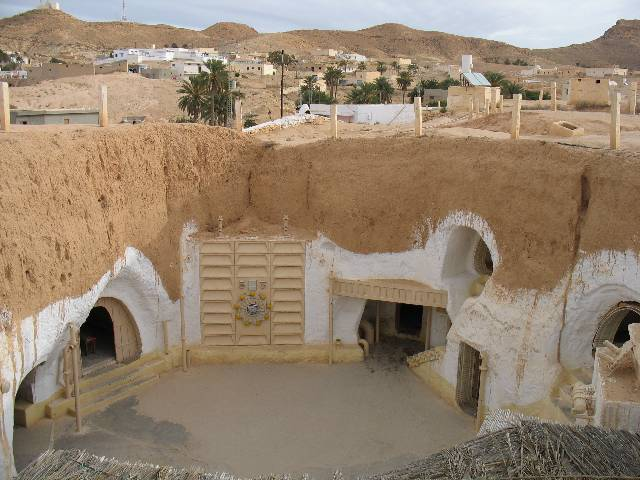
Hotel Sidi Driss, em Matmata, Tunisia, usado como casa do Luke

George Lucas, criador de Star Wars, era um dos diretores da nova geração do cinema americano nos anos 70, juntamente com Francis Ford Coppola, Steven Spielberg, Martin Scorsese e Brian de Palma.
Após o sucesso de Loucuras de Verão, Lucas planejou uma adaptação do herói das tiras de jornal, Flash Gordon, mas logo descobriu que os direitos já haviam sido vendidos pela King Features Syndicate ao produtor italiano Dino De Laurentiis, Lucas descobriu que o criador de Flash Gordon havia se inspirado em John Carter de Marte, herói da série literária Barsoom de Edgar Rice Burroughs (também conhecido por ter criado Tarzan) e que este por sua vez havia se inspirado no Tenente Gullivar Jones de Edwin Lester Arnold e decidiu então criar o seu próprio épico espacial, The Star Wars. Tentou negociar o projeto com a United Artists e com o Universal Studios, com a recusa dos dois estúdios, resolveu procurar a 20th Century Fox, que havia produzida em 1968 a bem-sucedida adaptação de O Planeta dos Macacos do escritor francês Pierre Boulle, ele conseguiu convencer o estúdio a financiar o filme, conseguindo uma verba de US$ 8 milhões de dólares americanos. Entretanto, antes disso, vários estúdios já tinham recusado o filme. Para impressionar os executivos da Fox, Lucas contratou Ralph McQuarrie, designer da Boeing e artista conceitual, para desenhar as cenas a partir do roteiro. Lucas exigiu em seu contrato que as possíveis sequências do filme seriam realizadas por ele, além de ter garantido os direitos de merchandising sobre a obra. A Fox, não imaginando o sucesso do filme, concordou com Lucas, que também não esperava, naquele momento, que o filme se tornasse um divisor de águas da indústria cinematográfica americana. Durante a elaboração do roteiro de Star Wars, Han Solo chegou a ser um alienígena verde e Luke um general de 60 anos de idade. O sobrenome original de Luke, (nome obviamente escolhido devido ao nome do diretor) era Starkiller, alterado para Skywalker no roteiro final. Devido a grandiosidade do roteiro, Lucas dividiu a história em 6 partes, começando a partir da 4º parte, considerada mais viável economicamente e de maior apelo ao público.
Lucas opta por escolher um elenco desconhecido para o longa, desagradando o estúdio. Harrison Ford, que já era conhecido, foi inicialmente chamado apenas para participar dos testes de elenco. Vários atores como Kurt Russell fizeram testes para o papel de Solo. Mark Hamill era conhecido por seu papel em uma série de televisão e Carrie Fisher era filha de artistas consagrados de Hollywood, mas também era desconhecida. Peter Mayhew foi escolhido para o papel de Chewbacca devido a sua altura (2,20 m). Kenny Baker, um comediante anão, faria R2-D2 e o artista mímico Anthony Daniels, seria C-3PO. David Prowse, com seus 2 metros e corpo atlético seria Darth Vader. Mas a voz de Vader ganharia a interpretação de James Earl Jones, ator reconhecido do teatro e que mais tarde trabalharia novamente com Harrison Ford na série "Jack Ryan: Jogos Patrióticos e Perigo Real e Imediato", interpretando o almirante Jim Greer. Para viver Obi-Wan Kenobi, o famoso ator britânico e vencedor do Oscar por "A Ponte do Rio Kwai", Alec Guinness fora chamado por Lucas para dar credibilidade ao filme.
O início das filmagens ocorreu na Tunísia, em pleno deserto do Saara. Ao mesmo tempo, nos estúdios Elstree em Londres, os cenários gigantescos da Estrela da Morte e das naves, era construído. Nos Estados Unidos, a ILM (Industrial Light & Magic), empresa fundada por Lucas, começava a preparar os modelos, miniaturas e equipamentos para criar os efeitos especiais. Na Tunísia, logo no início das filmagens sob um calor de 40º, o cenário do filme do planeta Tatooine é destruído por uma tempestade. Problemas com R2-D2 são corriqueiros. O ator Anthony Daniels se machuca com a armadura de C-3PO antes das filmagens.
Após semanas na Tunísia, as filmagens passam para Londres. Lucas enfrenta diversos problemas como a interrupção das filmagens às 17h30 todos os dias, devido as normas do sindicato inglês, as constantes brincadeiras dos atores durante as filmagens, as discussões com a equipe técnica do estúdio inglês e a pressão do estúdio Fox pelo término das filmagens. Na Fox, apenas Alan Ladd Jr., executivo que contratou Lucas, ainda acreditava no sucesso de Star Wars. Nesse momento os técnicos ingleses chegavam a perguntar aos atores "que filme era aquele, com tantas babaquices e coisas sem sentido", segundo o documentário "Império de Sonhos". Mal sabiam que estavam participando do filme que mudaria a história do cinema e que revolucionária a forma de se fazer cinema.
Após as filmagens em Londres, Lucas se concentra na produção dos efeitos do filme e na montagem. O primeiro corte de Star Wars foi um desastre, segundo Lucas, obrigando-o a demitir o editor e contratar uma nova equipe de edição. A ILM, nesse momento, só tinha produzido 4 tomadas para o filme, sendo que todas foram descartadas por Lucas. Com o prazo se esgotando, Lucas assume o controle da ILM. Para mostrar aos técnicos o que ele desejava em termos de ação e velocidade para as cenas de batalha espacial, recorreu a filmes de combates aéreos da Segunda Guerra Mundial. Para a trilha sonora, Lucas contratou John Williams, compositor já reconhecido por trabalhos como Tubarão de Steven Spielberg. A trilha é gravada pela Orquestra Sinfônica de Londres. Na primeira exibição do filme ainda não finalizado, a executivos da Fox, alguns chegaram a chorar e reconhecer que Star Wars modificaria história do cinema.

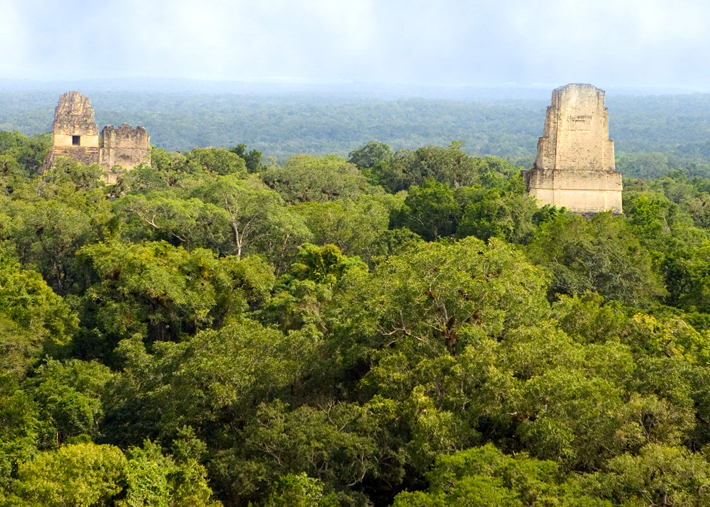
Tikal, Guatemala, serviu como base para Aliança Rebelde

Com o atraso na produção do filme, a estréia programada para dezembro de 1976 fora adiada para 25 de maio de 1977. A princípio, em torno de apenas 40 cinemas aceitaram exibir o filme. Muitos críticos e executivos esperavam o fracasso do filme nas bilheterias e Lucas não imaginava o que estaria por vir.  A campanha de markting bem sucedida nos meses ateriores com a exibição de traillers, a venda de produtos e difusão do filme entre entusiastas de ficção científica e histórias em quadrinhos, alavancou o filme em filas imensas no dia de estréia. Nas primeiras semanas, Star Wars já batia todos os recordes de bilheteria, tornando-se um estrondoso sucesso de público e de crítica.
Star Wars foi indicado a diversos prêmios Oscar, inclusive Melhor Filme, ganhando praticamente todos prêmios técnicos como efeitos sonoros, efeitos visuais, edição, de um total de 7 estatuetas. O sucesso de bilheteria pelo mundo todo garantiu a Lucas as condições financeiras para produzir a sequência da trilogia, O Império Contra-Ataca e depois O Retorno de Jedi. Star Wars revolucionou o cinema e a forma de se fazer filmes. Surge aqui o conceito de blockbuster (filme arrasa-quarteirão) com grandes bilheterias e orçamentos. O público jovem era o novo alvo da indústria. As inúmeras técnicas criadas pela ILM revolucionaram a indústria de efeitos especiais no cinema, dando origem a outras divisões como Skywalker Sound, THX, Pixar, entre outras.
George Lucas, com Star Wars, torna-se o cineasta independente de maior sucesso do cinema. Lucas colocou praticamente todo dinheiro ganho no primeiro filme, na produção de O Império Contra-Ataca, não se rendendo ao poder dos estúdios. Na verdade, Lucas foi responsável por revitalizar a força daquilo que ele sempre combateu como cineasta independente. A partir desta trilogia, todo um universo de produtos foi desenvolvido, como história em quadrinhos, desenhos animados, brinquedos, roupas, etc. Star Wars se tornou uma febre mundial e mesmo após 30 anos de seu lançamento, em 2007, a franquia continua forte. O lançamento recente dos últimos 3 filmes da série alavancaram mais ainda o que já era um sucesso, conquistando uma nova geração de fãs. Definitivamente, George Lucas mudou o cinema, mas mais do que isso, mudou a cultura ocidental, sendo Star Wars objeto até de livros sobre filosofia e ciências.

### Design
George Lucas recrutou muitos designers conceituais, incluindo Colin Cantwell, que trabalhou em 2001: A Space Odyssey (1968), para conceituar os modelos iniciais de veículos espaciais; De janeiro a março de 1975, os dois artistas entregam suas primeiras criações. Cantwell realiza os modelos das futuras naves Millennium Falcon e Y-Wing.
Em fevereiro de 1975, o designer Alex Tavoularis ficou responsável pelo  storyboard da seqüência de abertura para que os produtores calculassem o custo dos efeitos especiais que seriam necessários; e Ralph McQuarrie para visualizar os personagens, figurinos, adereços e cenários. As pinturas de pré-produção de McQuarrie de certas cenas dos primeiros rascunhos do roteiro de Lucas ajudaram a 20th Century Fox a visualizar o filme, que influenciou positivamente sua decisão de financiar o projeto. Depois que os colegas de Lucas, Hal Barwood e Matthew Robbins (que estavam colaborando em um filme) viram desenhos de McQuarrie e gostaram do seu trabalho, Lucas se encontrou com McQuarrie para discutir seus planos para o filme de fantasia espacial que ele queria fazer. Dois anos depois, depois de completar  American Graffiti, Lucas se aproximou de McQuarrie e perguntou se ele estaria interessado "Em fazer algo para Star Wars". McQuarrie produziu uma série de esboços simples; estes definiram um tom visual para o filme e para o resto da trilogia original.
Por razões de economia, Lucas decidiu fundar sua própria agência de efeitos especiais. Para dirigi-la, ele contrata John Dykstra. Em maio, ele montou uma empresa chamada Industrial Light & Magic em um antigo depósito nos subúrbios de Los Angeles.
O filme era ambicioso, pois Lucas queria criar protótipos e cenários novos (baseados nas pinturas de McQuarrie) que nunca haviam sido realizados antes em filmes de ficção científica. Ele contratou os designers de produção John Barry e Roger Christian, que estavam trabalhando nos sets do filme Lucky Lady (1975), quando Lucas os abordou pela primeira vez, para trabalhar nos sets de produção.
Lucas descreveu um conceito de "futuro usado" para os designers de produção em que todos os dispositivos, naves e edifícios pareciam velhos e sujos. Em vez de seguir a tradicional suavidade e a arquitetura futurista dos filmes de ficção científica que vieram antes, os cenários de Star Wars foram projetados para parecerem habitados e usados.
Os designers começaram a trabalhar com o diretor antes de Star Wars ser aprovado pela 20th Century Fox. Durante quatro a cinco meses, em um estúdio em Kensal Rise, Inglaterra, eles tentaram planejar a criação dos adereços e sets "sem dinheiro". Embora Lucas inicialmente fornecesse fundos usando seus ganhos da American Graffiti, o que não foi suficiente. Como eles não podiam arcar com os sets, Christian foi forçado a usar métodos e materiais não convencionais para alcançar a aparência desejada. Ele sugeriu que Lucas usasse sucata para fazer as roupas, e o diretor concordou. Christian disse: "Eu sempre tive essa ideia. Eu costumava fazer isso com modelos quando eu era criança. Eu colocava coisas nelas e fazíamos as coisas parecerem velhas". Barry, Christian e sua equipe começou a projetar os adereços e cenários no Elstree Studios.
John Mollo e Stuart Freeborn foram contratados para trabalhar nos figurinos e na maquiagem do filme, respectivamente. Eles começaram suas criações em janeiro de 1976. Mollo foi instruído a imaginar fantasias discretas e pessimistas. George Lucas quer que os espectadores se concentrem em personagens ou ação, em vez de fantasias. Para Luke Skywalker, que começou como agricultor, Mollo usou um tecido barato projetado para fazer cortinas, calças e treliças para ataduras. Han Solo estava vestido um pouco "mais chamativo e mais dândi". O traje de Leia parecia um vestido religioso, porém, mais prático. Obi-Wan Kenobi teria uma fantasia que mistura elementos de samurais e padre católicos.

## Recepção

### Bilheteria
Star Wars continua sendo um dos filmes de maior sucesso financeiro de todos os tempos. O filme estreou na quarta-feira em 32 cinemas, expandindo para 43 telas na sexta-feira e faturando US $ 2.556.418 em seus primeiros seis dias até o final do fim de semana do Memorial Day. Ele gradualmente adicionou telas, conseguindo até US $ 7 milhões nos finais de semana, quando entrou em larga escala. Ele substituiu Jaws como o filme de maior bilheteria da América do Norte em apenas seis meses de lançamento,  arrecadando mais de US $ 220 milhões durante sua primeira temporada teatral. Star Wars entrou no lançamento internacional no final do ano, e em 1978 acrescentou o recorde mundial à sua receita doméstica, arrecadando US $ 410 milhões no total.
Em 21 de julho de 1978, ainda em lançamento em 38 cinemas nos Estados Unidos, o filme se expandiu para um lançamento de 1,744 em saturação nacional do teatro de lançamento e estabeleceu um novo recorde de fim de semana nos EUA de US $ 10.202.726. O lucro bruto antes da expansão foi de US $ 221.280.994. A expansão adicionou mais US $ 43.774.911 aumentando seu faturamento para US $ 265.055.905.  As reedições em 1979 (US $ 22.455.262), 1981 (US $ 17.247.363) e 1982 (US $ 17.981.612) elevaram seu faturamento acumulado nos EUA e Canadá para US $ 323 milhões, e estenderam seus ganhos globais para US $ 530 milhões. Star Wars permaneceu como o filme de maior bilheteria de todos os tempos até E.T.- O Extraterrestre quebrar esse recorde em 1983.
Após o lançamento da Edição Especial em 1997, Star Wars recuperou brevemente o recorde norte-americano antes de perdê-lo novamente no ano seguinte para Titanic. No total, o filme arrecadou US $ 775.398.007 em todo o mundo (incluindo US $ 460.998.007 somente na América do Norte). Ajustado pela inflação, ele ganhou mais de US $ 2,5 bilhões em todo o mundo a preços de 2011, tornando-o o filme de franquia de maior sucesso de todos os tempos. De acordo com o Guinness World Records , o filme classifica-se como o terceiro filme de maior bilheteria ao se ajustar à inflação; nas bilheterias norte-americanas, ocupa o segundo lugar,...E o Vento Levou ocupa o primeiro lugar na lista ajustada à inflação.

### Recepção da crítica
Star Wars foi aclamado pela crítica. O site agregador de resenhas críticas, Rotten Tomatoes amostra 70 opiniões e 93% delas é positiva. O consenso é, "Um começo amplo, ambicioso e lendário da saga sci-fi, George Lucas abre nossos olhos para as possibilidades de produção de filmes blockbusters e as coisas nunca mais foram as mesmas." Em sua crítica de 1977, Roger Ebert do Chicago Sun-Times chamou o filme de "uma experiência fora-do-corpo", comparando seus efeitos especiais aos de 2001: A Space Odyssey, e opinou que a verdadeira força do filme foi a sua "narrativa pura". Vincent Canby disse que "o filme vai entreter muito o público contemporâneo que tem um apreço pelas aventuras realizadas no espaço ". AD Murphy da Variety descreveu o filme como "magnífico" e, além disso, afirmou que Lucas se inspirando em suas memórias dos folhetins, juntamente com épicos de ação mais antigos, ele decidiu fazer uma das maiores fantasias de aventura com sucesso brilhante. Derek Malcolm do The Guardian concluiu que o filme "mostra emoções suficientes para satisfazer os mais sofisticados".

### Oscar
Além dos 6 Oscar que recebeu, o filme também ganhou um prêmio especial pela edição de som do filme, isto é, a criação de sons fora ao som direto (gravado no set). Nessa época ainda não existia uma categoria própria para essa característica técnica, então a Academia premiou a parte esse trabalho de Ben Burtt.
| Prêmio     | Categoria                             | Vencedor/Candidato                                                       | Resultado |
| ---------- | ------------------------------------- | ------------------------------------------------------------------------ | --------- |
| Oscar 1978 | Melhor Filme                          | Gary Kurtz                                                               | Indicado  |
| Oscar 1978 | Melhor Diretor                        | George Lucas                                                             | Indicado  |
| Oscar 1978 | Melhor Ator Coadjuvante               | Alec Guiness                                                             | Indicado  |
| Oscar 1978 | Melhor Roteiro Original               | George Lucas                                                             | Indicado  |
| Oscar 1978 | Melhor Trilha Sonora                  | John Williams                                                            | Venceu    |
| Oscar 1978 | Melhor Som                            | Don MacDougall, Ray West, Bob Minkler e Derek Bal                        | Venceu    |
| Oscar 1978 | Melhor Direção de Arte                | John Barry, Norman Reynolds, Leslie Dilley e Roger Christian             | Venceu    |
| Oscar 1978 | Melhor Figurino                       | John Mollo                                                               | Venceu    |
| Oscar 1978 | Melhor Edição                         | Richard Chew, Paul Hirsch e Marcia Lucas                                 | Venceu    |
| Oscar 1978 | Melhores Efeitos Visuais              | John Stears, John Dykstra, Richard Edlund, Grant McCune e Robert Blalack | Venceu    |
| Oscar 1978 | Prêmio Especial: Melhor Edição de Som | Ben Burtt                                                                | Venceu    |

### Globo de Ouro
| Prêmio        | Categoria               | Vencedor/Candidato | Resultado |
| ------------- | ----------------------- | ------------------ | --------- |
| Globo de Ouro | Melhor Filme Dramático  | Gary Kurtz         | Indicado  |
| Globo de Ouro | Melhor Diretor          | George Lucas       | Indicado  |
| Globo de Ouro | Melhor Ator Coadjuvante | Alec Guiness       | Indicado  |
| Globo de Ouro | Melhor Trilha Sonora    | John Williams      | Venceu    |

## Honrarias
Em 1989, o National Film Registry da Biblioteca do Congresso selecionou o filme para preservação por ser "culturalmente, historicamente, ou esteticamente importante". Em 2002, Star Wars e O Império Contra-Ataca foram votados como os maiores filmes já feitos por uma enquete do Channel 4. Em 2006, o roteiro original de Lucas foi selecionado pelo Writers Guild of America como o 68º maior de todos os tempos.[carece de fontes?] Em 2011, a ABC exibiu um especial no horário nobre, "Melhor filme: Os maiores de nosso tempo", em que os melhores filmes foram escolhidos pelos públicos. Star Wars foi selecionado como o melhor filme de ficção-científica. Em 2012, Star Wars foi incluído na lista dos 250º maiores filmes feita por críticos, ficando na 171º colocação. A Empire Magazine classificou Star Wars em 22º em sua lista dos 500 melhores filmes de todos os tempos em 2008.[carece de fontes?]
O filme marca presença também nas listas dos maiores filmes do cinema americano, realizada pelo American Film Institute (Instituto de filme americano, AFI):[carece de fontes?]
| Lista                                                               | Posição                                         | Notas                                                                       |
| ------------------------------------------------------------------- | ----------------------------------------------- | --------------------------------------------------------------------------- |
| 100 anos de AFI... 100 filmes                                       | 15º                                             | 1998                                                                        |
| AFI's 100 Years... 100 Thrills (mais emocionantes)                  | 27º                                             | 2001                                                                        |
| 100 anos de AFI... 100 Herois e Vilões                              | 14º Han Solo (herói) 37º Obi-Wan Kenobi (herói) | 2003 Darth Vader foi 3º nos vilões pela continuação The Empire Strikes Back |
| AFI's 100 Years... 100 Movie Quotes (melhores falas)                | 8º: "Que a Força esteja com você"               | 2004                                                                        |
| AFI's 100 Years of Film Scores (melhores trilhas sonoras)           | 1º                                              | 2005 John Williams, compositor                                              |
| 100 anos de AFI... 100 Vivas! (Filmes americanos mais inspiradores) | 39º                                             | 2006                                                                        |
| AFI's 100 Years... 100 Movies - 10th Anniversary Edition            | 13º                                             | 2007                                                                        |
| AFI's Top 10                                                        | 2º: ficção científica                           | 2008                                                                        |

## Legado

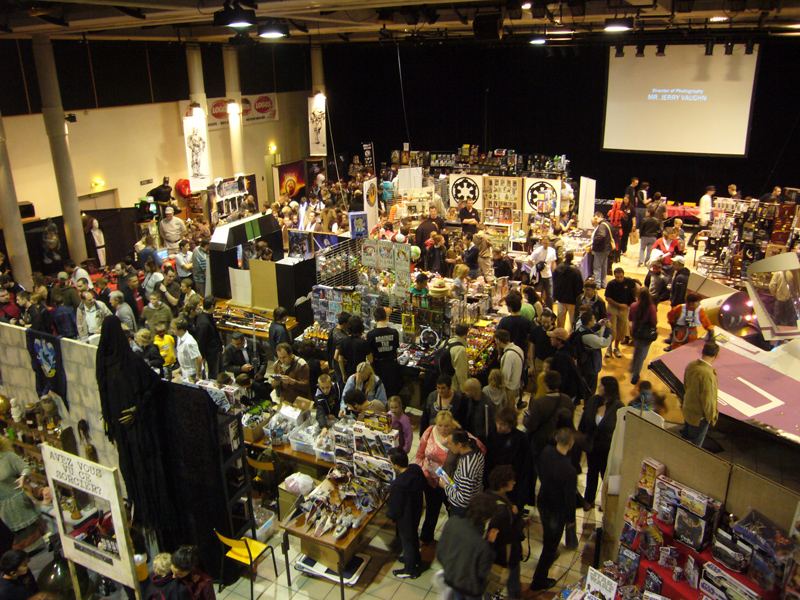
A convenção Générations Star Wars et Science Fiction, de 2010 em Cusset, França. Um dos vários eventos de fãs da franquia que ocorrem anualmente ao redor do mundo.

Star Wars começou uma nova geração de efeitos especiais e filmes de alto orçamento. Mas tarde, Roger Ebert escreveu: "Assim como O Nascimento de Uma Nação e Cidadão Kane, Star Wars foi um divisor de águas técnico que influenciou muitos dos filmes que vieram depois". Star Wars foi um dos primeiros filmes a misturar gêneros como ópera espacial e drama para inventar algo novo, para os cineastas construírem em cima. Junto com Tubarão de Steven Spielberg, ele mudou o foco da indústria cinematográfica do cinema "sofisticado" da década de 1970, para os blockbusters focados nas audiências mais jovens. Depois de ver Star Wars, o diretor James Cameron deixou seu emprego como motorista de caminhão para entrar na indústria cinematográfica. Outros cineastas que disseram ter sido influenciado por Star Wars incluem: Peter Jackson, Dean Devlin, Roland Emmerich, Christopher Nolan, John Lasseter, David Fincher, Kevin Smith, John Singleton e Ridley Scott. Scott foi influenciado pela "futuro desgastado" (onde os veículos e cultura são, obviamente, datado) e ampliou o conceito para sua ficção científica filme de ficção científica noir, Blade Runner (que também foi estrelado por Harrison Ford). Jackson usou o conceito para sua trilogia de O Senhor dos Anéis para adicionar um senso de realismo e credibilidade. Nolan citou Star Wars como uma influência para fazer A Origem.[carece de fontes?]
Alguns críticos culparam Star Wars e também Tubarão por arruinar Hollywood, deslocando seu foco de filmes "sofisticados", como O Poderoso Chefão, Taxi Driver e Annie Hall para espetáculos de fantasia. Um desses críticos foi Peter Biskind que reclamou: "Quando tudo foi dito e feito, Lucas e Spielberg retrocedeu o público dos anos 70, que cresceu sofisticado com filmes europeus e a "Nova Hollywood", para as simplicidades pré-anos 60, da Era de Ouro de Hollywood ... Eles marcharam para trás". Em uma visão oposta, Tom Shone escreveu que através de Star Wars e Tubarão, Lucas e Spielberg "não trairão o cinema: eles o ligaram de volta a suas raízes como um espetáculo, um ato de magia, um grande efeito especial", que era "uma espécie de renascimento".[carece de fontes?]